# حاجی پمق
حاجی پمق، روستایی از توابع بخش مرکزی شهرستان دهگلان در استان کردستان ایران است.

## جمعیت
این روستا در دهستان قوری چای قرار دارد و براساس سرشماری مرکز آمار ایران در سال ۱۳۹۵، جمعیت 435 نفر (129خانوار) بوده است.

## اقتصاد
اکثریت افراد روستا کشاورز هستند و از همین راه کسب درآمد می‌کنند.البته شماری از آنان به مشاغل دیگر از جمله دامداری نیز اشتغال دارند.

## جغرافیا
روستای حاجی پمق به مختصات جغرافیایی 35 درجه و 20 دقیقه عرض شمالی و 47 در جه و 21 دقیقه طول شرقی (X: 714981  و Y:3912839) در 40 کیلومتری شهر سنندج و در ۱۰ کیلو متری شهر دهگلان از شمال به روستاهای شعبانی و قوری چای، از جنوب به روستای کروندان، از غرب به روستای سراب و از شرق به روستاهای تروال و دهرشید منتهی می‌شود.